# Limonium narynense
Limonium narynense är en triftväxtart som beskrevs av Igor Alexandrovich Linczevski. Limonium narynense ingår i släktet rispar, och familjen triftväxter. Inga underarter finns listade i Catalogue of Life.